# Capa d'Ekman

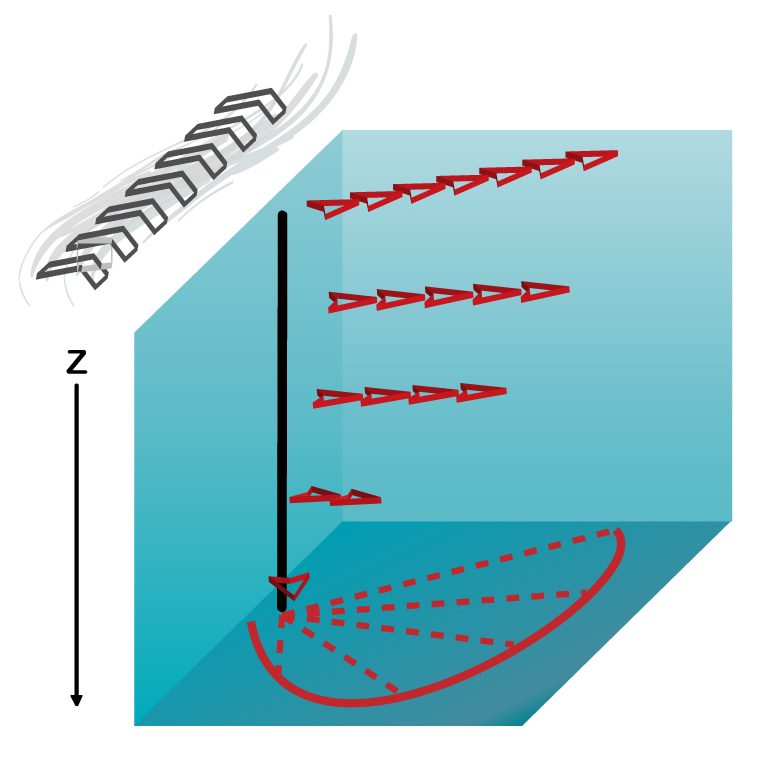
La capa d'Ekman és la capa d'un fluid on el flux és el resultat d'un equilibri entre el gradient de pressió, Coriolis i les forces d'arrossegament turbulentes. A la imatge de dalt, el vent que bufa al nord crea una tensió superficial i una espiral d'Ekman resultant es troba a sota d'ella a la columna d'aigua.

La capa d'Ekman és la capa d'un fluid on hi ha un equilibri de forces entre la força de pressió, la força de Coriolis i l'arrossegament turbulent. Va ser descrit per primera vegada per Vagn Walfrid Ekman. Les capes d'Ekman es troben tant a l'atmosfera com a l'oceà.
Hi ha dos tipus de capes Ekman. El primer tipus es produeix a la superfície de l'oceà i és forçat pels vents superficials, que actuen com a arrossegament a la superfície de l'oceà. El segon tipus es produeix al fons de l'atmosfera i l'oceà, on les forces de fricció s'associen amb el flux sobre superfícies rugoses.

## Història
Ekman va desenvolupar la teoria de la capa d'Ekman després que Fridtjof Nansen hagués observat que el gel deriva en un angle de 20°–40° a la dreta de la direcció del vent dominant mentre està en marxa. una expedició àrtica a bord del Fram. Nansen va demanar al seu col·lega, Vilhelm Bjerknes, que posés un dels seus estudiants a estudiar el problema. Bjerknes va trucar a Ekman, que va presentar els seus resultats el 1902 com la seva tesi doctoral.

## Formulació matemàtica
La formulació matemàtica de la capa d'Ekman comença assumint un fluid estratificat neutralment, un equilibri entre les forces de gradient de pressió, Coriolis i arrossegament turbulent.
{\displaystyle {\begin{aligned}-fv&=-{\frac {1}{\rho _{o}}}{\frac {\partial p}{\partial x}}+K_{m}{\frac {\partial ^{2}u}{\partial z^{2}}},\\[5pt]fu&=-{\frac {1}{\rho _{o}}}{\frac {\partial p}{\partial y}}+K_{m}{\frac {\partial ^{2}v}{\partial z^{2}}},\\[5pt]0&=-{\frac {1}{\rho _{o}}}{\frac {\partial p}{\partial z}},\end{aligned}}}
on {\displaystyle \ u} i {\displaystyle \ v} són les velocitats en les direccions {\displaystyle \ x} i {\displaystyle \ y}, respectivament, {\displaystyle \ f} és el paràmetre de Coriolis local, i {\displaystyle \ K_{m}} és la viscositat remolina difusa, que es pot derivar mitjançant la teoria de la longitud de mescla. Tingueu en compte que {\displaystyle p} és una pressió modificada: hem incorporat l'hidroestàtica de la pressió, per tenir en compte la gravetat.
Hi ha moltes regions on una capa d'Ekman és teòricament plausible; inclouen el fons de l'atmosfera, prop de la superfície de la terra i l'oceà, el fons de l'oceà, prop del fons marí i a la part superior de l'oceà, prop de la interfície aire-aigua. Diferents condicions de contorn són apropiades per a cadascuna d'aquestes situacions diferents. Cadascuna d'aquestes situacions es pot explicar mitjançant les condicions de contorn aplicades al sistema resultant d'equacions diferencials ordinàries. A continuació es mostren els casos separats de les capes límit superior i inferior.

### Capa d'Ekman a la superfície oceànica (o lliure)
Considerarem les condicions de límit de la capa d'Ekman a la part superior de l'oceà::
{\displaystyle {\text{at }}z=0:\quad A{\frac {\partial u}{\partial z}}=\tau ^{x}\quad {\text{and}}\quad A{\frac {\partial v}{\partial z}}=\tau ^{y},}
on {\displaystyle \ \tau ^{x}} i {\displaystyle \ \tau ^{y}} són els components de la tensió superficial, {\displaystyle \ \tau }, del camp de vent o capa de gel a la part superior de l'oceà, i {\displaystyle \ A\equiv \rho K_{m}} és la viscositat dinàmica.
Per a la condició de límit a l'altre costat, com {\displaystyle \ z\to -\infty :u\to u_{g},v\to v_{g}}, on {\displaystyle \ u_{g}} i {\displaystyle \ v_{g}} són els fluxos geostròfics en les direccions {\displaystyle \ x} and {\displaystyle \ y}.

#### Solució

Tres vistes de la capa d'Ekman impulsada pel vent a la superfície de l'oceà a l'hemisferi nord. La velocitat geostròfica és zero en aquest exemple.

Aquestes equacions diferencials es poden resoldre per trobar:
{\displaystyle {\begin{aligned}u&=u_{g}+{\frac {\sqrt {2}}{\rho _{o}fd}}e^{z/d}\left[\tau ^{x}\cos(z/d-\pi /4)-\tau ^{y}\sin(z/d-\pi /4)\right],\\[5pt]v&=v_{g}+{\frac {\sqrt {2}}{\rho _{o}fd}}e^{z/d}\left[\tau ^{x}\sin(z/d-\pi /4)+\tau ^{y}\cos(z/d-\pi /4)\right],\\[5pt]d&={\sqrt {2K_{m}/|f|}}.\end{aligned}}}
El valor {\displaystyle d} s'anomena profunditat de la capa d'Ekman i dona una indicació de la profunditat de penetració de la mescla turbulenta induïda pel vent a l'oceà. Tingueu en compte que varia en dos paràmetres: la difusivitat turbulenta {\displaystyle K_{m}}, i la latitud, tal com està encapsulada per {\displaystyle f}. Per a un típic {\displaystyle K_{m}=0.1} m{\displaystyle ^{2}}/s, i a 45° de latitud ({\displaystyle f=10^{-4}} s{\displaystyle ^{-1}}), després {\displaystyle d} fa uns 45 metres. Aquesta predicció de profunditat d'Ekman no sempre coincideix precisament amb les observacions.
Aquesta variació de la velocitat horitzontal amb la profunditat ({\displaystyle -z}) s'anomena espiral d'Ekman, diagramada a dalt i a la dreta.
Aplicant l'equació de continuïtat podem tenir la velocitat vertical de la següent manera
{\displaystyle w={\frac {1}{f\rho _{o}}}\left[-\left({\frac {\partial \tau ^{x}}{\partial x}}+{\frac {\partial \tau ^{y}}{\partial y}}\right)e^{z/d}\sin(z/d)+\left({\frac {\partial \tau ^{y}}{\partial x}}-{\frac {\partial \tau ^{x}}{\partial y}}\right)(1-e^{z/d}\cos(z/d))\right].}
Note that when vertically-integrated, the volume transport associated with the Ekman spiral is to the right of the wind direction in the Northern Hemisphere.

### Capa d'Ekman al fons de l'oceà i de l'atmosfera
El desenvolupament tradicional de les capes d'Ekman limitades per sota per una superfície utilitza dues condicions de límit:
- Una condició de no lliscament a la superfície;
- Les velocitats d'Ekman s'acosten a les velocitats geostròfiques a mesura que {\displaystyle z} va a l'infinit.

## Observacions experimentals de la capa d'Ekman
Hi ha moltes dificultats associades amb l'observació de la capa d'Ekman per dues raons principals: la teoria és massa simplista ja que suposa una viscositat de remolí constant, que el mateix Ekman va anticipar, dient
| « | És obvi que {\displaystyle \ \left[\nu \right]} generalment no es pot considerar una constant quan la densitat de l'aigua no és uniforme dins de la regió considerada | » |

i perquè és difícil dissenyar instruments amb una sensibilitat prou gran per observar el perfil de velocitat a l'oceà.

### Demostracions al laboratori
La capa inferior d'Ekman es pot observar fàcilment en un dipòsit d'aigua cilíndric girant deixant caure el colorant i canviant lleugerament la velocitat de rotació. Arxivat 2013-10-22 a Wayback Machine. Les capes d'Ekman superficials també es poden observar en tancs giratoris.

### A l'atmosfera
A l'atmosfera, la solució d'Ekman generalment sobreestima la magnitud del camp de vent horitzontal perquè no té en compte la velocitat de tall a la capa superficial. Dividir la capa límit planetària en la capa superficial i la capa d'Ekman generalment produeix resultats més precisos.

### A l'oceà
La capa d'Ekman, amb la seva característica distintiva l'espiral d'Ekman, rarament s'observa a l'oceà. La capa d'Ekman prop de la superfície de l'oceà s'estén només entre 10 i 20 metres de profunditat, i la instrumentació prou sensible per observar un perfil de velocitat en una profunditat tan poc profunda només ha estat disponible des del voltant del 1980. A més, les ones de vent modifiquen el flux prop de la superfície i dificulten les observacions properes a la superfície.

#### Instrumentació
Les observacions de la capa d'Ekman només han estat possibles des del desenvolupament d'amarratges de superfície robustos i mesuradors de corrent sensibles. El mateix Ekman va desenvolupar un mesurador de corrent per observar l'espiral que porta el seu nom, però no va tenir èxit. El mesurador de corrent de mesura vectorial i el perfilador de corrent Doppler acústic s'utilitzen per mesurar el corrent.

#### Observacions
Les primeres observacions documentades d'una espiral semblant a Ekman a l'oceà es van fer a l'oceà Àrtic a partir d'un banc de gel a la deriva el 1958.[8] Les observacions més recents inclouen (no una llista exhaustiva):
Les primeres observacions documentades d'una espiral semblant a Ekman a l'oceà es van fer a l'oceà Àrtic a partir d'un banc de gel a la deriva el 1958. Les observacions més recents inclouen (no una llista exhaustiva):
- L'experiment de capes mixtes de 1980[9]
- Dins del mar dels Sargassos durant l'estudi a llarg termini de l'oceà superior de 1982[10]
- Dins del corrent de Califòrnia durant l'experiment del corrent de límit oriental de 1993[11]
- Dins la regió del Passatge de Drake de l'oceà Austral[12]
- Al Pacífic tropical oriental, a 2°N, 140°W, utilitzant 5 metres de corrent entre 5 i 25 metres de profunditat.[13] Aquest estudi va assenyalar que la cisalladura geostròfica associada a les ones d'estabilitat tropical va modificar l'espiral d'Ekman en relació al que s'esperava amb una densitat uniforme horitzontalment.
- Al nord de l'altiplà de Kerguelen durant l'experiment SOFINE de 2008[14]

Comú a diverses d'aquestes observacions, es va trobar que les espirals estaven "comprimides", mostrant estimacions més grans de la viscositat remolina quan es considera la velocitat de rotació amb la profunditat que la viscositat remolina derivada de considerar la taxa de decadència de la velocitat.